# Wattia petiolata
Wattia petiolata là một loài ruồi trong họ Tachinidae.